# 東田町 (名古屋市)
東田町（ひがしだまち）は、愛知県名古屋市中区の地名。

## 歴史

### 町名の由来
名古屋新田は名古屋城下町を挟んで東西の両側にあり、東側に位置したものを東田と称したことに由来するという。

### 沿革
- 江戸時代 - 名古屋新田の中の名古屋城下町から続く町のひとつとして所在[1]。
- 1878年（明治11年）12月20日 - 名古屋区成立に伴い、同区東田町となる[1]。また、同年一部が春庵横町となる[1]。
- 1889年（明治22年）10月1日 - 名古屋市成立に伴い、同市東田町となる[1]。
- 1907年（明治40年）7月15日 - 一部が新栄町に編入される[5]。
- 1908年（明治41年）4月1日 - 中区成立に伴い、同区東田町となる[1]。
- 1911年（明治44年）11月1日 - 一部が老松町に編入される[5]。
- 1944年（昭和19年）2月11日 - 栄区成立に伴い、同区東田町となる[1]。
- 1945年（昭和20年）11月3日 - 栄区廃止に伴い、中区東田町となる[1]。
- 1947年（昭和22年）5月1日 - 4丁目の一部が青木町に編入される[5]。
- 1976年（昭和51年）1月18日 - 一部が葵一丁目に編入される[6]。また、一部が東桜二丁目に編入される[1]。
- 1977年（昭和52年）10月23日 - 新栄一丁目・同三丁目に編入され廃止[1]。

## 施設
- 日蓮宗法道寺[7]
- 浄土真宗本願寺派宗円寺[7]
- 曹洞宗乾徳寺[7]
- 真宗大谷派大円寺[7]
- 浄土宗証誠寺[7]
- 臨済宗宝林寺[7]
- 中京相互銀行東田町支店

1丁目6番地15。1969年（昭和44年）9月24日開設、1982年廃止。